# 無声舌唇破裂音
無声舌唇破裂音（むせい ぜっしん はれつおん、英: Voiceless linguolabial plosive）は、一部の音声言語で使用される子音の一種である。これを表わす国際音声字母における記号は ⟨t̼⟩ または ⟨p̺⟩。

## 特徴
特徴:
- 調音方法は閉鎖であり、これは声道中の気流を遮ることによって生み出されることを意味する。鼻から排気されない口音でもあるため、気流は完全に妨げられ、そして子音は破裂音になる。
- 調音部位は舌唇であり、これは上唇に対して舌を使って調音されることを意味する。
- 発声は無声であり、これは声帯の振動を伴わずに生み出されることを意味する。いくつかの言語では、声帯が積極的に分離しているため、常に無声である。他の言語では声帯が緩んでいるため、隣接する音の影響により有声化することがある。
- 口音であり、これは空気が口だけから抜けることができることを意味する。
- 気流機構は肺臓的であり、これは、ほとんどの音と同様に、肺と横隔膜だけで空気を押すことによって調音されることを意味する。

## 存在
| 言語       | 言語       | 単語 | IPA    | 意味        | 注記 |
| ---------- | ---------- | ---- | ------ | ----------- | ---- |
| タンゴア語 | タンゴア語 |      | [t̼et̼e] | 'butterfly' |      |